# Synagoga w Tczewie
Synagoga w Tczewie – nieistniejąca synagoga znajdująca się w Tczewie przy ulicy Podgórnej.
Synagoga została zbudowana w 1835 roku. Podczas II wojny światowej, w 1939 roku, hitlerowcy zburzyli synagogę. Po zakończeniu wojny budynku synagogi nie odbudowano.